# Antoine de La Fosse
Antoine de La Fosse, sieur d’Aubigny, né le 22 juin 1653 à Paris, où il est mort le 2 novembre 1708, est un poète tragique français.
Il est le neveu du peintre Charles de la Fosse (1636-1716).
D’abord secrétaire de l’envoyé de France à Florence, La Fosse fut ensuite attaché au marquis François Joseph de Créquy qui périt à la bataille de Luzzara le 15 août 1702, et se distingua lui-même dans cette bataille ; il devint secrétaire du duc d’Aumont.
La Fosse a fait représenter quatre tragédies : Polyxène, le 3 février 1686 ; Manlius Capitolinus, le 18 janvier 1698; Thésée, le 5 janvier 1700 ; Corésus et Callirhoé, le 7 décembre 1703.
À la différence de Corésus et Callirhoé, Thésée ou Polyxène, pièces romanesques sur des sujets anciens, Manlius Capitolinus est une véritable tragédie, l’une des meilleures du second ordre du XVIIe siècle. Le plan est imité de la Venise sauvée d’Otway, et la Conjuration des Espagnols contre la République de Venise en l’Année 1618 de l’abbé de Saint-Réal y est mise à profit en plusieurs endroits. L’intrigue est conduite avec art, l’intérêt gradué jusqu’à la fin. Les caractères sont bien traités ; celui de Manlius, au jugement de La Harpe, est conçu d’une manière digne de Corneille, quoique le style, en dépit de très beaux vers et des morceaux entiers d’un ton énergique et fier, manque souvent d’élégance, de nombre et de chaleur. Manlius fut joué avec succès durant tout le XVIIe siècle et fit plus d’une fois concurrence aux nouveautés dramatiques de Voltaire ; François-Joseph Talma le reprit et y trouva  un de ses meilleurs rôles.
On a en outre de La Fosse une traduction en vers français des Odes d’Anacréon, qui souleva de vives critiques ; un discours en italien sur les yeux noirs et les yeux bleus ; des Élégies, des Idylles, des Odes, des Madrigaux, des Épigrammes, le tombeau du marquis de Créquy, poème, Ariane abandonnée, cantate. Ses Œuvres ont été réunies (Paris, 1747, 2 vol. in-12 ; 1811, 2 vol. in-8°).

## Source
- Gustave Vapereau, Dictionnaire universel des littératures, Paris, Hachette, 1876, p. 1165-6